# Especially for You
"Especially for You" er en duet med Jason Donovan og Kylie Minogue, fra den amerikanske udgivelse af Minogues album Enjoy Yourself (1989) og Donovans debutalbum Ten Good Reasons (1989).

## Udgivelse
Sangen blev udgivet den 28. november 1988 og blev skrevet af Stock Aitken Waterman. I Australien nåede sangen nummer to på ARIA Charts. I New Zealand nåede sangen nummer fire og senere nummer to. Sangen nåede nummer to på UK Singles Chart for fire uger og senere førstepladsen for tre uger.
I Frankrig nåede sangen nummer 39 og senere nummer tre for to uger. I Nederlandene nåede sangen nummer 73 og senere nummer tre for en uge. I Norge nådde sangen nummer ti for en uge på VG-lista.

## Format og sporliste
CD single
1. "Especially for You" (Extended) – 5:01
2. "All I Wanna Do Is Make You Mine" (Extended) – 6:00
3. "Especially for You" – 3:58

7" single
1. "Especially for You" – 3:58
2. "All I Wanna Do Is Make You Mine" – 3:34

12" single
1. "Especially for You" (Extended) – 5:01
2. "All I Wanna Do Is Make You Mine" (Extended) – 6:00

## Hitlister
| Hitliste                          | Placering |
| --------------------------------- | --------- |
| Australien (ARIA Charts)          | 2         |
| Belgien (Ultratop)                | 1         |
| Danmark (Tracklisten)             | 5         |
| Nederlandene (Dutch Top 40)       | 6         |
| Europa (Eurochart Hot 100)        | 1         |
| Finland (Suomen virallinen lista) | 4         |
| Frankrig (SNEP)                   | 1         |
| Tyskland (Media Control Charts)   | 10        |
| Grækenland (IFPI Greece)          | 1         |
| Irland (Irish Singles Chart)      | 1         |
| New Zealand (RIANZ)               | 2         |
| Norge (VG-lista)                  | 10        |
| Sverige (Sverigetopplistan)       | 12        |
| Schweiz (Schweizer Hitparade)     | 2         |
| Storbritannien (UK Singles Chart) | 1         |